# Neogaerrhinum
Genre
Classification APG III (2009)
Neogaerrhinum est un genre de végétaux de la famille des Scrophulariaceae selon la classification classique de Cronquist (1981). Ce genre n'existe pas selon la classification APG III, et est inclus dans le genre Antirrhinum.

## Liste d'espèces
Selon ITIS :
- Neogaerrhinum filipes (Gray) Rothm. (Antirrhinum filipes (Gray) selon APG III)
- Neogaerrhinum strictum (Hook. & Arn.) Rothm. (Antirrhinum kelloggii (Greene) selon APG III)